# The Horrors
The Horrors es una banda de indie rock británica formada en Southend, Inglaterra, en el verano de 2005. Lanzaron su álbum debut Strange House el 5 de marzo de 2007, el cual alcanzó el puesto número 37 en las listas británicas. Su siguiente álbum, Primary Colours, vio la luz el 4 de mayo de 2009, y alcanzó el puesto número 25 en las listas de discos más vendidos del Reino Unido. Gradualmente se convirtieron en una de las bandas más influyentes de la música británica, colocados entre los primeros puestos de los Charts británicos gracias a su tercer álbum de estudio Skying. En diciembre de 2012, pusieron a la venta un Boxset cuyos vinilos contienen remixes sobre los tracks del Skying, el cual se denominó Higher. Su cuarto álbum de estudio Luminous fue lanzado el 5 de mayo de 2014.

## Historia

### Origen (2005-2006)
El origen de la banda se remonta a comienzos de la década de 2000, cuando Rhys Webb hace amistad con Faris Badwan y Tom Cowan (que habían ido juntos a la escuela pública Rugby School) en el circuito musical londinense y del área de Southend, gracias a un interés común en la música de garage y oscura de los años 60. En el 2005, forman la banda, uniéndose a ellos Joshua Von Grimm y Joseph Spurgeon. El grupo se forma en torno al club underground Junkclub, del que era copropietario Rhys Webb. Su primer concierto consistió en dos versiones: "The Witch" de The Sonics y "Jack the Ripper" de Screaming Lord Sutch; esta última aparece como primer tema en su disco de debut Strange House. La canción más conocida es "Draw Japan".

### Sheena Is a Parasite(2006)
Con este sencillo, The Horrors empezaron a ganar gran popularidad en el Reino Unido. El vídeo musical fue dirigido por Chris Cunningham y protagonizado por la actriz nominada a un Óscar Samantha Morton. De menos de dos minutos de duración y realizado con un bajísimo presupuesto, recupera al Cunnigham más serie B y fue enseguida vetado por MTV Reino Unido, debido al excesivo uso de luces estroboscópicas y al contenido gore: la joven que lo protagoniza se revuelve ante el espectador mostrando y arrojando sus vísceras de parásito. En parte debido al éxito de "Sheena is a Parasite", The Horrors participaron en el NME Awards Indie Rock Tour junto a The View, Mumm-Ra y The Automatic, lo cual les ayudó a dar a conocer su propuesta musical.

### Strange House(2007-2008)
Habiendo publicado su álbum de debut Strange House en marzo de 2007, la banda se lanza a su promoción en una extensa gira mundial que se extiende a numerosos festivales de verano como Glastonbury, The Carling Weekend, el Summer Sonic Festival japonés, el Splendour in the Grass en Australia, el Manifest en la Ciudad de México o el Festival Internacional de Benicàssim. The Horrors también aparecieron en el excéntrico programa "The Mighty Boosh" de la BBC 3 en diciembre.
La banda ha anunciado el lanzamiento de un próximo sencillo (que se rumora va a ser una versión del "Dance" de Suicide) y un nuevo disco en marzo de 2008.
En la edición del festival de cine de Sundance de enero de 2008, The Horrors presentaron "Counting in fives", un documental de su gira por Estados Unidos, mismo que actualmente no se encuentra disponible por razones propias de la banda.

### Primary Coloursy fanzines (2009-2010)
De la mano de Geoff Barrow (productor de Portishead) The Horrors opta por un sonido más propio de la década de los '70 siendo comparado con bandas como Bauhaus, Neu!, My Bloody Valentine, The Cure y hasta Kraftwerk. La famosa revista NME describió a Primary Colours como una "expresión de la experiencia del LSD". Sea Within A Sea fue su primer sencillo cuyo video fue televisado públicamente en su sitio web el 17 de marzo de 2009, el cual rápidamente comenzó a ganar popularidad en internet siendo este video uno de los más vistos de la banda en YouTube. Este sencillo fue también ubicado en el segundo puesto de "Las mejores canciones del 2009" en la página de la revista NME, la cual también nombró a Primary Colours como el Disco del Año.
Ellos mismos compilaron un fanzine para la gente que asistió al NME Rock and Roll Riot Tour. Contaba con una sección de "bandas de la A la Z" escogidas por Spider Webb, otra de "cómo distorsionar tu pedal de efectos" escrita por Joshua Third, "Cómo hacer tus propios jeans entubados" por Coffin Joe, una guía de Tomethy Furse sobre las bandas y las canciones del disco gratuito que acompañaba al fanzine; todo este ilustrado por Faris. La revista se llamó "Horror Asparagus Stories" (llamada así por una de las canciones de The Driving Stupid incluida en el disco).
Para el NME Indie Rock Tour, compilaron otro fanzine para los asistentes. A este lo acompañó un disco llamado "Spider Webb's Sounds from Outer Space". Se incluyeron los artículos "Cómo construir tu propio pedal" por Joshua, "Coffin Joe's Beat Step Part 1" y una guía de Tomethy sobre los talleres radiofónicos de la BBC. Todas las ilustraciones fueron de Faris también.

### Skying(2011-2012)
Skying es el tercer álbum de estudio de la banda británica The Horrors. El álbum fue lanzado el 11 de julio de 2011 en el Reino Unido y el 9 de agosto de 2011 en los Estados Unidos mediante XL recordings. En México fue editado por el sello discográfico "Terrícolas Imbéciles".
Es el primer álbum grabado por la banda en su estudio de Londres. El primer sencillo fue "Still Life", el segundo fue "I Can See Through You" y el tercer sencillo fue "Changing the Rain". En este trabajo se observa una directa influencia de bandas ochentosas británicas como Simple Minds, Echo and The Bunnymen y The Psychedelic Furs en sus etapas más alternativas.

### Higher(2012)
Es un Box Set inspirado en el tercer álbum de la banda, el cual contiene 4 vinilos, 2 CD (con remixes) y un DVD.

### Luminous(2014-2016)
El 24 de febrero de 2014, The Horrors, anunció que su cuarto álbum de estudio titulado Luminous saldrá el 5 de mayo. El disco fue autoproducido y fue descrito como "divertido y bailable". Además, Rhys Webb señaló que fueron en una dirección más electrónica, y pesada.

### V(2017- presente)
"V" es el nombre del quinto álbum de The Horrors, producido por Paul Epworth y cuyo arte fue diseñado por Mat Maitland, Will Sweeney y Erik Ferguson bajo el sello discográfico Wolf Tone. Este será lanzado el 22 de septiembre de 2017. El 13 de junio de 2017, The Horrors confirma el lanzamiento del primer sencillo  (Machine) de su quinto álbum de estudio.

## Miembros
- Faris Rotter (Faris Badwan) - voz
- Joshua Third (Joshua Third) (formalmente Von Grimm) (Joshua Hayward) - guitarra
- Tomethy Furse (Tom Cowan) - teclados
- Spider Webb (Rhys Webb) - bajo
- Coffin Joe (Joseph Spurgeon) - batería

### Miembros anteriores
- Freddie Cowan, actual guitarrista de The Vaccines y hermano de Tom Cowan. Reemplazó a Joshua Third en varios conciertos pequeños mientras este presentaba sus exámenes.

## Discografía
Álbumes de estudio
- Strange House (2007)
- Primary Colours (2009)
- Skying (2011)
- Luminous (2014)
- V (2017)
- Night Life (2025)